# 大明宫国家遗址公园
大明宫国家遗址公园是一个位于西安的国家考古遗址公园。其范围位于唐朝大明宫内，於2010年10月1日正式开园。从拆迁到建设，大明宫遗址公园耗资120亿元人民幣。
遺址公園有三分之二區域免費開放，遊客進入遺址密集區需要購票。

## 历史
1938年花园口决堤事件后，大量河南省难民沿火车道走到西安，定居道北。1980年代初，道北地区作为唐大明宫遗址所在地，因为文物保护法的规定被要求不能进行各种大型建设。
2008年遗址公园开始建设，2010年9月30日舉行開園儀式，10月1日正式开园。

## 布局

### 大明宫遗址博物馆
大明宫遗址公园的地下文物博物馆，依托于保护前村民们私自挖凿的垃圾坑建设。

## 争议
大明宫开园后刚建好的大量现代仿古建筑被拆除，这是被认为要为申请世界遗产做工作。

## 火灾
2015年8月19日凌晨1时20分，遗址公园内的仿古建筑模型“栖凤阁”发生火灾，建筑上层木质部分被烧毁，钢构的下半部分也出现毁坏。2015年9月7日，嫌疑人雷某某被西安市公安局新城分局抓获。